# 모링 효과
모링 효과(영어: Mohring effect)는 대중 교통의 승차자 수가 증가하면, 배차 간격이 감소하여 승객의 시간 비용이 감소하는 효과를 말한다. 즉, 승차율에 대해 통행의 시간 비용은 음의 기울기를 갖는다. 모링의 경제라고도 부른다. 이러한 모링 효과는 대중교통에 대한 보조금 지원에서 가격 효과와 결합하여 요금 지원을 능가하는 통행 비용의 절감을 가져온다.

## 역사
이 명칭은 미네소타 대학교의 경제학자인 헐버트 모링 교수가 1972년의 논문에서 이 특성을 인정받음에서 유래하였다.

## 같이 보기
- 네트워크 효과